# Bertold K. Jochim
Bertold Konrad Jochim (* 21. Januar 1921 in Herxheim bei Landau/Pfalz; † 2002) war ein deutscher Schriftsteller und der Begründer der Heftroman-Reihe Der Landser.

## Leben
Nachdem Jochim das Gymnasium abgeschlossen hatte, wurde er zu Beginn des Zweiten Weltkriegs eingezogen und diente als Jagdflieger. Er wurde in Frankreich Offiziersanwärter, wurde jedoch wegen einer Liaison mit einer Französin degradiert. Im Laufe des Krieges wurde er Oberfeldwebel.
Nach dem Krieg studierte Jochim Journalismus. Neben seiner journalistischen Tätigkeit bei einer badischen Regionalzeitung, schrieb er Liebesromane für Heftreihen. In den 1950er begann er „Fliegergeschichten“ zu schreiben, die für junge Leser konzipiert waren. 1957 brachte er in Zusammenarbeit mit dem Erich Pabel Verlag die Heftchen-Reihe Der Landser auf den Markt. Der Romanreihe wurde immer wieder Jugendgefährdung vorgeworfen, es wurden von 1957 bis 2013 elf Landser-Hefte indiziert.
Jochim arbeitete als Redakteur, schrieb jedoch auch unter seinem eigenen Namen und unter den Pseudonymen „Hans Holl“, „H. Bergmann“ und „H.P. Hagen“. Er litt zeit seines Lebens unter dem schlechten Image der Landser-Reihe und versuchte das Image der Zeitschrift aufzupolieren. Deswegen gab er der Reihe einen eher dokumentarischen Anstrich.
Seine Nachfolge übernahm Guntram Schulze-Wegener.

## Werke (Auswahl)
Neben diversen Romanen der Reihe Der Landser schrieb Jochim außerdem mehrere Biografien, unter anderem für den Jagdflieger Hermann Graf, der im Zweiten Weltkrieg sein Kommodore war, und für Hanna Reitsch. Des Weiteren erschienen mehrere Romane und Sachbücher unter seiner Mitwirkung.
- An der Straße der Bomber. Ein Jagdfliegerroman. Illingen/Rastatt: Bitterwolf-Verlag 1956.
- Der unsichtbare Krieg. München: Moewig 1959.
- Hanna Reitsch. Die erste Testpilotin der Welt. Raststatt: Pabel 1960.
- Der Gauner und der liebe Gott. Filmroman. Raststatt: Pabel 1961.
- Götterdämmerung über der Normandie – Fliegerroman. Rastatt: Pabel 1963.
- Oberst Hermann Graf – 200 Luftsiege in 13 Monaten. Rastatt: Pabel 1975.
- Die deutschen Generalfeldmarschälle und Großadmirale 1933–1945. Rastatt: Moewig 1988. (Zusammen mit Gerd F. Heuer).